# DRG 137 149 … 232
Дизельный моторвагонный поезд DRG 137 149 … 232 (DRG: Серия 137 149—152 и 224—232 модельного ряда «Гамбург») — это быстроходный дизельный поезд дальнего сообщения c электрической передачей 'Schnellverbrennungstriebzug' (SVT), построенный для Deutsche Reichsbahn Gesellschaft. Серия из 13 поездов была построена в 1935—1936 гг. для создания сети линий дальнего следования, обслуживаемых быстроходным моторвагонным подвижным составом (FDt-Netz, где FD обозначает Fern-Durchgangszug (поезд дальнего сообщения), а t — Triebzug (моторвагонный подвижной состав)) по заказу имперской железной дороги Германии DRG.

## История создания
Положительный опыт при создании прототипа SVT — VT 877 «Fliegender Hamburger» и его пуск на маршруте Берлин — Гамбург 15 мая 1933 положил начало созданию в довоенной Германии сети линий дальнего следования, обслуживаемых быстроходным моторвагонным подвижным составом (FDt). Исходящая из Берлина в форме звезды сеть FDt соединила крупнейшие немецкие города.
В 1933-34 для обеспечения потребности перевозок DRG заказала серию из 13 поездов на машиностроительном предприятии в Гёрлице (Waggon — und Maschinenbau AG Görlitz (WUMAG)) типа «Гамбург». В 1935 году на маршруты стали поступать моторвагонные поезда с двумя дизель-электрическими установками, имевшими приводную поворотную тележку Якоба (Jakobs-Drehgestell) с пассажирскими салонами второго класса. К 1936 году сообщение осуществляли поезда с заводскими номерами SVT 137 149 до 152 и SVT 137 224 до 232 (вторая серия имела увеличенную массу).
В отличие от прототипа VT 877 «Fliegender Hamburger», где расположение кресел в ряду было 3+1, серийные поезда имели расположение кресел в салоне в ряду 2+1, что приводило к увеличению длины поезда на 2.3 м, а общей длины двух вагонов до 44.7 м и делало серийный поезд тяжелее.

## Особенности конструкции

### Аэродинамика
Конструкция поезда была выполнена на основе несущих балок. Для снижения сопротивления воздуха на высоких скоростях кузов у вагонов получил гладкие обводы. Вследствие увеличения высоты окон, в сравнении с конструкцией VT 877 «Fliegender Hamburger» высота поезда увеличилась. Для улучшения аэродинамических характеристик снизу была добавлена юбка для плавного обтекания воздухом. Вагоны двухвагонной секции были соединены металлическим переходом, заключённым в гофрированный рукав, который также предназначался для снижения сопротивления при движении.

### Конструкция тележек
На дизель-поезд DRG 137 149 … 232 устанавливались 3 двухосные тележки. Дизельные двигатели были установлены на тележках в конце и в начале состава, но эти тележки не являлись приводными. Концевые тележки имели конструкцию «Görlitz III». Эти тележки были специально модернизированы для установки на этом дизель-поезде. Оси колёсных пар имели рессорное и пружинное подвешивание. Однако в 1938 бесприводные тележки были заменены на модифицированные, в которых располагалась совмещённая дизель-электрическая установка.
Привод осуществлялся на промежуточную опорную тележку конструкции Вильгельма Якобса.

### Силовая установка

#### Исходное исполнение
Поезда модельного ряда «Гамбург» были оснащены двумя дизельными моторами мощностью 302 кВт (при 1400 об/мин) серии «GO 5» фирмы Maybach. Двигатель имел защиту от перегрева топлива, при превышении некоторого уровня, мотор останавливался. Дизельное топливо хранилось в 3-х ёмкостях объёмом 330 л каждая, что обеспечивало запас хода 1000 км.

#### Послевоенная модернизация
В послевоенные годы у поездов данной серии оставшиеся на DR в ГДР были заменены дизельные моторы на «12 v 170» DR чехословацкого производства ČKD (Прага), а на DB улучшенными «GTO 56» производства Maybach. Кроме того, на VT 04 501(DB), переоборудованном на дизель-гидравлическую передачу, моторы размещались на обеих концевых тележках.

### Привод
Поезд был оснащён генератором модели «aG210/26b» фирмы AEG, который участвовал в передаче энергии дизельных моторов на приводные электромоторы. Мощность генераторов составляла 230 кВт при 1400 об/мин. Установленные на дизель-поезде поворотные приводные тележки Якобса были серии «Görlitz III» облегчённые. На приводной тележке было уставлено два приводных мотора модели «Dx 1681». Напряжение приводных моторов 800 В, крутящий момент при скорости 78 км/ч — 21 кН, при 18 км/ч — 53 кН.

### Тормоза
На поездах типа «Гамбург» были установлены барабанные тормоза системы Hikp. В первоначальном варианте поезд комплектовался 8 тормозными цилиндрами на каждой тележке диаметром 120 мм. Для снижения величины тормозного пути дополнительно подвижной состав данного типа был оборудован электрическим тормозом типа Jores-Müller. После модернизации поезда типа «Гамбург» получили дисковые тормоза.

### Сцепка
Установленная универсальная автосцепка Шарфенберга, позволяла соединять поезда в составы, как между одной серией так и, например, с серией поездов типа «Кёльн»

### Подшипники
В конструкции поезда применялись подшипники производства шведской компании SKF.

### Пассажировместимость, обустройство салона
Расположение посадочных мест было таким же как и в обычных вагонов поездов дальнего следования. Непосредственно после кабины и машинного отделения, располагались помещение багажного отделения длиной 3.6 м и площадью 9.6 кв.м. с отдельным входом и тамбур пассажирского салона. Вдоль вагона располагался коридор шириной 522 мм, из которого можно было попасть в отдельные купе. В вагоне располагалось 5 1/2 купе с отдельным входом из коридора. В каждом купе были места с расположением 2+1 и входная дверь шириной 650 мм.
Во втором вагоне поезда на 3 м в длину располагался ресторан, вмещавший буфет, кухню с холодильником, раковины, электроплиты, и кран горячей воды. Через вращающуюся дверь можно было попасть в пассажирский салон с купе и тамбуром, за которыми следовало второе машинное отделение и кабина управления. Окна в купе были 1200 мм в длину и толщиной 4 мм, обрамленные никелированной латунной рамой. Окна в кабине были 8 мм толщины из безосколочного стекла. Обогрев салона в обоих вагонах осуществлялся водонагревателем типа Narag. Бортовая сеть с напряжением 110 В обеспечивалась вспомогательным генератором. На длительных стоянках электроснабжение поезда осуществлялось от аккумуляторный батареи типа AFA «4Ky 285» ёмкостью 200 А·ч. Поезда оснащались системой безопасности SIFA и INDUSI и внутренней телефонной связью.

### Окраска вагонов
В различное время эксплуатации поезда имели различную окраску. В довоенный период борта под окнами имели фиолетовый цвет, а полоса вдоль окон цвета слоновой кости, разделительной линией служила тонкая полоса из чередующихся цветов чёрного и слоновой кости. Крыша и нижний обтекатель (юбка) имели серебристую окраску. Тележки окрашивались в чёрный цвет.
В американской и британской оккупационных зонах поезда были перекрашены в зелёный цвет и использовались как передвижные войсковые госпитали. В американской зоне поезд VT 04 101 носил номер USA 666 и был окрашен в зелёный цвет с белой полосой под линией окон, второй поезд VT 04 102 был окрашен также в зелёный цвет с белой полосой, но имел на борту эмблему красный крест.
В ГДР первоначально вагоны этого типа МВПС были окрашены практически по довоенной схеме. Однако в начале 70-х при модернизации поезда получили общую для большинства подвижного состава тех лет окраску — нижняя полоса красная, а верхняя — слоновой кости. Музейный поезд SVT 183 252 получил полностью довоенную окраску.

## Маршруты подвижного состава

### Довоенная эпоха

#### Deutsche Reichsbahn Gesellschaft
Первые поезда поступили на вокзал Берлин-Груневальд (Bw Berlin-Grunewald) и Ангальтский вокзал (Berlin Anhalter Bahnhof). Один поезд был приписан к вокзалу Гамбург-Альтона (Bw Hamburg-Altona) до конца 1936 г. В 1938/39 г. были произведены изменения в приписке поездов. Так дизель поезда были перераспределены между Ангальтским вокзалом, вокзалом Берлин-Груневальд, Западным вокзалом Лейпцига (Leipzig Hbf West) и вокзалом Габмург-Альтона. Быстроходные поезда получили маршруты Берлин-Гамбург (FDt 37/38), Берлин-Кёльн (FDt 15/16, FDt 17/18), Берлин-Франкфурт-на-Майне (FDt 571/572), Берлин-Нюрнберг-Мюнхен/Штутгарт (FDt 551/552 и FDt 711/712). На линиях Берлином и Нюрнбергом и Берлином и Хаммом составы шли двойной тягой.
На линии Ганновер — Хамм поезда достигли рекордной скорости 132,2 км/ч. На тот момент они оказались самыми быстрыми серийными поездами в мире.
С 22 августа 1939 все поезда были сняты с маршрутов. В течение войны они использовались для перевозки правительственных чиновников и военнослужащих.

### Послевоенные годы
После окончания Второй мировой войны поезда находились в различных оккупационных зонах и оккупированных территориях. Поезда SVT 137 225 и 226 находились в советской оккупационной зоне и затем были переданы ГДР, пять составов находились в зоне оккупации западных союзников (SVT 137 149, 152, 227, 231, 232), шесть (SVT 137 150, 151, 224, 228, 229, 230) — в Судетской области, перешли к железным дорогам Чехословакии. Они послужили основой при создании системы экспресс-поездов «Blitzzüge» со скоростью 130 км/ч между Прагой, Братиславой и Остравой. Поезда при приписке к чехословацким железным дорогам получили номера М 297 001 т / м 006.
В ГДР состав SVT 137 226 был разобран. Головной вагон а был утилизирован, а вагон b был переделан под эксплуатацию в трехвагонном составе SVT 137 234 (поезд типа «Лейпциг»). Кроме того, в 1958 и 1959 г-х DB передала в ГДР составы VT 04 с 102 по 107 и VT 04 501, которым были возвращены довоенные номера. Поезда находились в Берлин-Карлхорст (Bw Berlin-Karlshorst) и эксплуатировались на маршрутах — международном «Vindobona» в качестве поездов Ext 54/55, а также внутренних Берлин — Баутцен и Берлин — Нойбранденбург.

### Работа в СССР
В середине января 1946 года на базу автомотрис на станции Раменское Московско-Рязанской железной дороги прибыли в счет репарации из Германии два трехвагонных дизель-поезда, построенные фирмой «Линке-Гофман» в городе Бреслау. Первый поезд, имевший гидравлическую передачу от дизеля к движущим колесным парам, в СССР получил обозначение ДП15. Второй поезд, получивший электрическую передачу от дизеля к движущим колесным парам, соответственно, получил обозначение ДП14. В августе 1946 года оба дизель-поезда были направлены на Закавказскую железную дорогу, с которой дизель-поезд ДП14 в 1949 году был передан в депо Вильнюс и начал обслуживать в дневное время пассажиров дальнего следования. Дизель-поезд ДП15 проработал несколько лет на Закавказской железной дороге и был исключен из инвентаря.